# Saskia Clark
Saskia Clark (ur. 23 sierpnia 1979 w Colchesterze) – brytyjska żeglarka sportowa, srebrna medalistka olimpijska z Londynu, mistrzyni świata.

## Życiorys
Saskia zaczęła pływać w Royal Harwich Yacht Club w klasie Optimist, gdy miała 8 lat.
Zawody w 2012 były jej drugimi olimpijskimi, debiutowała w 2008 w Pekinie (6. miejsce w klasie 470, wspólnie z Christiną Bassadone). Po medal w Londynie sięgnęła w rywalizacji w klasie 470, gdzie partnerowała jej Hannah Mills. Wspólnie z nią w 2012 została mistrzynią świata w klasie 470 oraz srebrną (2011) medalistką tej imprezy.
Clark z Bassadone była srebrną (2005) i brązową (2007) medalistką mistrzostw globu (także w klasie 470).
Została mianowana członkiem Orderu Imperium Brytyjskiego (MBE) w 2017 roku za zasługi żeglarskie.